# مات بارنز
مات بارنز (بالإنجليزية: Matt Barnes)‏ مواليد 9 مارس 1980، هو لاعب كرة سلة أمريكي يلعب مع فريق لوس أنجلوس كليبرز في الرابطة الوطنية لكرة السلة ويحمل الرقم 22. يبلغ طوله 6 قدم 7 بوصة (2.0 م).

## فرق لعب لها
- لوس أنجلوس كليبرز
- سكرامنتو كينغز
- نيويورك نيكس
- فيلادلفيا سفنتي سيكسرز
- غولدن ستايت ووريورز
- فينيكس صنز
- أورلاندو ماجيك
- لوس أنجلوس ليكرز

## روابط خارجية
- مات بارنز على موقع إن بي أي (الإنجليزية)
- مات بارنز على موقع سبورتس رفرنس (الإنجليزية)
- مات بارنز على موقع كرة السلة الأوروبية.كوم (الإنجليزية)
- مات بارنز على موقع كلية كرة السلة في سبورتس رفرنس.كوم (الإنجليزية)
- مات بارنز على موقع ريلجم (الإنجليزية)
- مات بارنز على موقع بروبوليرز (الإنجليزية)
- مات بارنز على موقع سبورتس رفرنس (الإنجليزية)